# 包饼
包饼（越南语：／）是越南菜里的一种包含猪肉或鸡肉、洋葱、鸡蛋、蘑菇和蔬菜的饼食。通常内馅也包含有臘腸和几成熟的水煮蛋。同中国一样，猪肉也是越南最受欢迎的肉食，因此猪肉馅的包饼最热卖，当然也有素菜馅料的包饼。这种饼食起源自广东移民带到越南的廣式點心“大包”，属于包子的一种，经越南人本土化改良后传播到世界越侨地区。